# قیمیل قشلاق (خاچماز)
قیمیل قشلاق (به لاتین: Qımılqışlaq) یک منطقه مسکونی در جمهوری آذربایجان است که در شهرستان خاچماز واقع شده‌است. قیمیل قشلاق ۲۷۹۰ نفر جمعیت دارد.